# مشية القمر

مشية القمر وهي حركة رقص تعتمد على إيهام الناظر بأن الشخص الذي ينفذها يحاول المشي إلى الامام لكنه يرجع إلى الخلف.قد اشتهرت هذه الحركة عندما اداها المغني مايكل جاكسون في أغنية بيلي جين في الخامس والعشرين من مارس عام 1983.وبعد ذلك أصبحت الحركة التي تميز مايكل جاكسون وهي تعد الآن أشهر حركات الرقص في العالم.